# Каракасская и Венесуэльская епархия
Каракасская и Венесуэльская епархия (исп. Diócesis de Caracas y Sudamerica) — епархия Русской православной церкви заграницей, существовавшая с 1947 года до середины 1990-х годов.

## История
С появлением русской православной общины в Венесуэле после Второй мировой войны люди стали собираться в приходы, в большинстве своём находившиеся в ведении Русской Православной Церковью Заграницей. РПЦЗ стала ядром русской эмиграции в Венесуэле. В 1948 году инженер К. Е. Гартман соорудил на своем земельном участке в районе Альтависта временную деревянную церквушку. Активным строителем церковной жизни в Венесуэле стал протоиерей Иоанн Бауманис. В 1950 году в Валенсии появился храм в честь иконы Божией Матери «Знамение». А в 1953-м был заложен первый каменный храм и в Каракасе — церковь Успения Божией Матери. Кафедральный Никольский собор был построен в 1955 году в столичном районе Дос Каминос. При его активном участии были основаны православные приходы не только в Каракасе, но и в Валенсии, Баркисименто, Маракае и Барселоне.
В 1957 году был назначен первый архиерей новосозданной епархии, епископ Серафим (Свежевский). В том же году Венесуэльская епархия была зарегистрирована как русское православное общество с центральным управлением в г. Каракасе и с отделениями в провинциях.
С увольнением на покой епископа Серафима в 1983 году, епархия была упразднена, а её приходы были подчинены епископу Иннокентию (Петрову).
21 июня 2008 года игумен Иоанн (Берзинь) был поставлен во епископа с титулом Каракасский, с вверением ему управления приходами Русской Зарубежной Церкви во всей Южной Америке. Титул Каракасский был выбран исходя из того, чтобы он отличался от титула управляющего Аргентинской и Южноамериканской епархией Московского патриархата. При этом епархиальное управление осталось в Буэнос-Айресе, а кафедральным собором остался Воскресенский собор в Буэнос-Айресе.

## Епископы
- 1947 — Евлогий (Марковский)  на место назначения не поехал
- 17 марта 1957 — 12 августа 1983 — Серафим (Свежевский)
- с 21 июня 2008 — Иоанн (Берзинь)  формально